# フォンテーヌブロー
フォンテーヌブロー（フランス語: Fontainebleau、フランス語発音: [fɔ̃tɛnblo] ( 音声ファイル)）は、フランス・パリ郊外の基礎自治体（コミューン）。イル＝ド＝フランス地域圏・セーヌ＝エ＝マルヌ県に属する。フォンテンブロ、フォンテヌブロとも呼ばれる。

## 概要
イル＝ド＝フランス地域圏で最も広い面積を持つコミューンで、同地域圏の中で唯一パリより広いコミューンである。近隣のアヴォンとその他の小さなコミューン3つとともに、人口約36,000人の都市圏を形成している。この都市圏はパリの衛星都市で、パリのリヨン駅から列車で約40分で結ばれている。
フォンテーヌブローには、歴代フランス王の愛したフォンテーヌブロー宮殿（フォンテーヌブロー城）、またかつての王族の狩猟地で現在も自然が保全されている広大なフォンテーヌブローの森があり、パリジャンの週末の余暇地である他に、世界有数のビジネススクールINSEADのヨーロッパ・キャンパスの所在地でもある。
フォンテーヌブローの森は古代の砂州の上にあり、オーク、ヨーロッパアカマツ、ヨーロッパブナなどが生える温帯落葉樹林である。エリカ・テトラリクスが生えるヒース、岩場や湿地も分布している森林および付近のガティネ広域自然公園を含む区域は1998年に「フォンテーヌブローおよびガティネ生物圏保護区」としてユネスコの生物圏保護区に指定された。

## 歴史
フォンテーヌブローの発祥は、1763年のパリ条約が七年戦争を終わらせる以前である。1169年に公式にその名を歴史に初めて現した時、フォンテーヌ・ベル・オー (Fontaine Belle Eau) またはフォンテーヌ・ブロー (Fontaine Belleau) と記載されていた。この小さな集落には、ルイ7世によって礼拝堂が作られた。ルイ9世は非常にフォンテーヌブローを評価し、この土地を『砂漠』『無人の土地』と呼んだ。そして彼は別邸と病院を建てた。フィリップ4世はフォンテーヌブローで生まれ、フォンテーヌブローで没した。
ルイ6世からナポレオン3世に至るまでの、700年の間の34人の支配者たちが、フォンテーヌブローで過ごした。
フォンテーヌブローの勅令は1685年10月にここで署名され、ナントの勅令が破棄された。
フランス革命の間、フォンテーヌブローはフォンテーヌ＝ラ＝モンターニュ (Fontaine-la-Montagne) と改名された。この山 (montagne) とは、フォンテーヌブローの森にある岩だらけの一連を指したものである。
1807年、スペイン宰相マヌエル・デ・ゴドイはフォンテーヌブローを来訪し、ナポレオンとの間にフォンテーヌブロー条約を結んだ。
1812年、ローマ教皇ピウス7世が、幽閉されていたサヴォナからフォンテーヌブロー城へ、侍医のクララズを伴って訪問した。

## ゆかりの人物
- フィリップ4世
- フランソワ2世
- アンリ3世
- ルイ13世
- オルレアン公ガストン - ルイ13世の弟
- アルフォンソ13世 - 亡命後に暮らした。
- ジャン＝バティスト・カミーユ・コロー - 画家、バルビゾン派
- ジュール・ラシュリエ - 哲学者
- エルンスト・アウグスト5世とカロリーヌ・ド・モナコ夫妻、及びシャルロット・カシラギら子女 - 夫妻が結婚後に一家で居住した[3][4][5]。

## 姉妹都市
- コンスタンツ（ドイツ）
- シェムリアップ（カンボジア）
- 南京（中国）
- リッチモンド・アポン・テムズ区（イギリス）